# Village Reconstruction Organisation
Die Village Reconstruction Organisation (VRO) ist ein Verein in Pedakakani, Guntur, Andhra Pradesh. Er unterstützt strukturschwache, verarmte und von offizieller Seite meist nicht einmal registrierte Dörfer in den Küstenregionen Südostindiens. Bislang konnten mehr als 400 dieser Dorfgemeinschaften mit Hilfe der VRO ihre vielfach durch Naturkatastrophen zerstörten Dörfer wieder aufbauen. In diesem Zusammenhang entstand gleichzeitig eine Vielzahl von Ausbildungs- und Gesundheitszentren, Kindergärten, Altenheimen und Programmen zur gezielten Unterstützung von Frauen. Die VRO wird von mehreren Organisationen in verschiedenen Ländern Europas unterstützt. Sie informieren über die Arbeit der VRO, koordinieren die Initiativen, sammeln, verwalten und transferieren Spendengelder und beraten die VRO Indien. In Deutschland übernimmt die VRO Deutschland e.V. diese Aufgabe. 1. Vorsitzender des Vereins ist Thomas Willmann.

## Entstehung
Wenn ihr alles verloren habt, bleiben euch noch zwei Dinge: eure Hände und eure Nachbarn. (Pater Michael Windey SJ) 

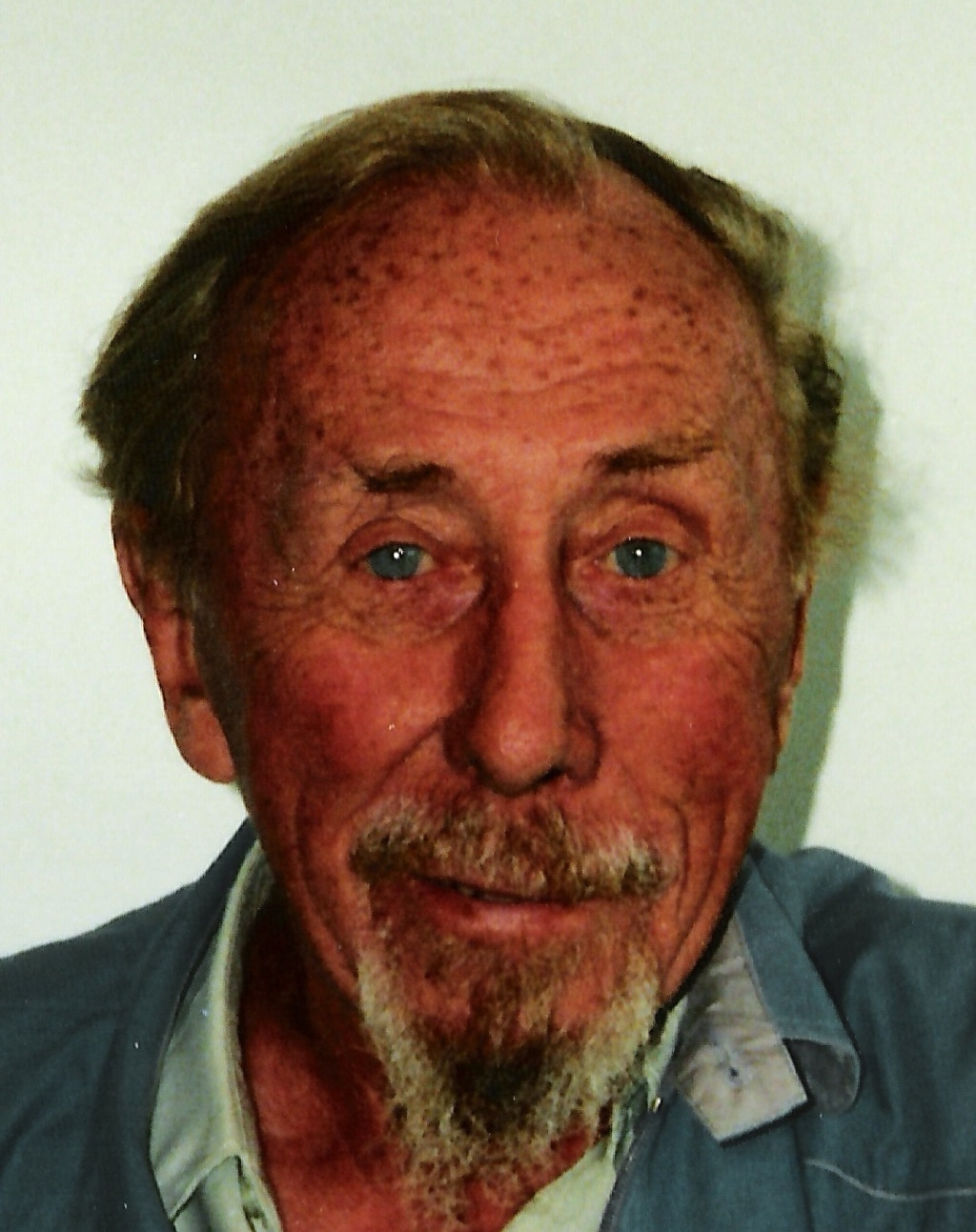
Pater Michael Windey SJ, Gründer der VRO

Der Verein  wurde 1971 von dem belgischen Jesuiten Michael Windey († 2009) nach indischem Recht  gegründet. Nach einer zwanzigjährigen Universitätslaufbahn als Soziologe an der Jesuitenhochschule in Ranchi (Bihar) gab er seine Professur auf. Er verließ die Universität und folgte dem Vorschlag Gandhis, sein weiteres Leben den vergessenen Dörfern Indiens zu widmen: Gut organisierte Dörfer, in wirtschaftlicher und vor allem in sozialer Hinsicht gesichert, würden der in Armut lebenden Landbevölkerung emanzipatorische Kraft geben und eine natürliche Barriere gegen die steigende Tendenz zur Landflucht erzeugen. Durch sein Engagement und sein besonderes Charisma konnte er unzählige Menschen für diese Vision begeistern. Längst hat die Bewegung auch Menschen in Europa erfasst, die die VRO praktisch, finanziell und spirituell begleiten und in ihrem Leben die Erfahrung wiederfinden, dass gerade schwierige Zeiten ein Potenzial zur Veränderung und Weiterentwicklung in sich bergen.
Seit einigen Jahren gibt es, den Erfordernissen einer veränderten globalen Situation Rechnung tragend, eine Reihe von Umstrukturierungen in der Organisation der VRO. Das Organisationsmodell der VRO beruht auf Partnerschaft zwischen den Menschen in den indischen Dörfern und den Sponsoren aus Europa. Heute sind rund 350 Mitarbeiter an etwa 130 Orten für die VRO tätig. Im Mai 2010 hat der indische Pater Santiago SJ als operativer Leiter die Nachfolge Pater Windeys angetreten.

## Tätigkeitsfelder
Wahre Entwicklungshilfe heisst nicht: Wir haben es geschafft!, sondern: Wie geht es weiter?  (Pater Michael Windey SJ)
Die VRO organisiert ihre vielfältigen Aufgaben in drei Schwerpunkten: Dorf-Bau, Dorf-Entwicklungsprogramme und Dorf-Dienstleistungszentren.
Beim Dorf-Bau wird ganz auf die Selbstverantwortung der Dorfbewohner und das Prinzip der partnerschaftlichen Zusammenarbeit gesetzt.
Nach einer Zeit der Vorbereitung beginnt der eigentliche Bauprozess, den die Dorfbewohner mit Unterstützung von Fachleuten selbst durchführen. Fachleute und Freiwillige der VRO begleiten die Bauprozesse, bei denen die ganze Dorfgemeinschaft tätig wird. Ein solcher Prozess beginnt mit der gemeinsam getroffenen Entscheidung für eine umfassende innere und äußere Entwicklung, der Antragstellung für die Dorferneuerung durch die Dorfgemeinschaft. Nach einer Analyse durch die VRO durchläuft das Dorf eine längere Testphase. Anschließend wird die Bauphase vorbereitet: Ressourcenplanung, Vertragsabschlüsse, Landsäuberung, Erstellung der Baupläne, Planung der Materialbeschaffung. 
Nun erst folgt der eigentliche Bauprozess durch die Dorfbewohner unter Anleitung der VRO mit Unterstützung von Fachleuten und danach die Einweihung des Dorfes.
Erfahrungsgemäss belaufen sich die Kosten für den Bau eines 50 Familien zählenden Dorfes auf rund 100.000 Euro. 
Anschließend unterstützt die VRO die Dorfentwicklungs-Programme der dörflichen Gemeinden, in denen es um soziale und kulturelle Entwicklungsprozesse geht. Hierbei wird viel Wert darauf gelegt, die ursprünglich im Dorf vorhandenen Stärken wieder zu aktivieren: überlieferte Fertigkeiten und Kenntnisse, junge Talente und Ideen, kulturelle Schätze.
Ein drittes großes Tätigkeitsfeld sind die Dorfdienstleistungs-Zentren: Schulen und handwerkliche Ausbildungseinrichtungen, Gesundheitsdienste und Kinder- und Altenheime.

## Philosophie
Die VRO versteht sich als Anwalt, Sprachrohr und Treuhänder der Armen, die der Welt Bedeutendes zu sagen und zu zeigen haben. Die Würde der Menschen – der Armen – wird gewahrt, indem sie als Gemeinschaft die Herausforderung der Dorferneuerung annehmen und sich bewusst entscheiden, um partnerschaftliche Hilfe anzufragen.
Es geht der VRO bei ihrer Arbeit um mehr als um das physische Ergebnis (z. B. sichere, stabile Häuser) und um mehr als die sozio-ökonomischen Verbesserungen (z. B. Brunnen, Wege, Schulen, Krankenstationen usw.). Es geht grundsätzlich um vier wesentliche Aspekte des menschlichen Lebens:
Arbeitsmöglichkeiten und eigenes Einkommen: Employment.
Soziale, strukturelle und biologische Umgebung: Environment.
Bildung, Aufklärung und Erkenntnis: Enlightenment.
Kultur, Tradition und Freude: Enjoyment.
Ein Grundgedanke des konkreten und zugleich visionären Dorf-Bauens im Sinne Gandhis und Windeys ist die „Treuhänderschaft“. Was wir zu besitzen meinen – seien es Talente oder Reichtümer, Land oder Macht, Arbeit oder Freunde – ist uns zu treuen Händen gegeben, aber es gehört uns nicht. 
An dieser Stelle begegnen sich die zentralen Ideen der Weltreligionen: ein einfaches Leben in partnerschaftlicher Gemeinschaft mit den Armen führen, die empfangenen Gaben für alle einsetzen und sich selbst gemeinsam mit den anderen als suchenden und lernenden Menschen begreifen.
Diese Philosophie lehrt nicht nur die Einfachheit im Besitz, im Denken und im Wort. Sie ist selbst einfach und für alle verständlich, für Ungebildete und Intellektuelle, für Atheisten und Religiöse, für Reiche und Arme.
Die VRO versucht, nach solchen einfachen Prinzipien der Menschlichkeit zu handeln. 

## Einsatzgebiete
Die ursprünglich im Bundesstaat Andhra Pradesh begonnenen Tätigkeiten der VRO wurden im Laufe der Jahre auch auf die Staaten Rajasthan, Maharashtra, Tamil Nadu und Orissa ausgedehnt. Heute ist die VRO in den drei südöstlichen Küstenländern aktiv: Andhra Pradesh, Orissa und Tamil Nadu. 

## Preise und Ehrungen
Nationale und internationale Preise und Ehrungen für Pater Windey und die Arbeit der VRO:
- 1972 			Best NGO and Gandhi Award (Guntur)
- 1994			International Man of the Year Award (USA)
- 1998–99, 2001	        Nomination for Intern Livelihood Award (Finnland)
- 2000			International Environment Award (Nepal)
- 2001			Millennium Award for Industrial and Social Peace (XLRI)
- 2002			Global Peace Award (Zug, Switzerland)
- 2004			Vredesprijs Kerk en Leven-2003 (Belgium)
- 2005			Knight of the Order of Leopold Award (Belgium)
- 2006			Servant of the Poor Award (CNRI, New Delhi)